# Blacus rectinervis
Blacus rectinervis är en stekelart som beskrevs av Van Achterberg 1988. Blacus rectinervis ingår i släktet Blacus och familjen bracksteklar. Inga underarter finns listade.